# Wacław Znajdowski
Wacław Znajdowski (ur. 18 marca 1889 w Rydze, zm. 17–18 kwietnia 1940 w Katyniu) – polski lekkoatleta, specjalizujący się w rzucie młotem, kapitan piechoty Wojska Polskiego, ofiara zbrodni katyńskiej.

## Życiorys
Urodził się w rodzinie Wiktora i Adolfiny z Scheiczmanów. Absolwent gimnazjum w Rydze oraz tamtejszej Akademii Handlowej i Politechniki Ryskiej z 1910. W okresie pobytu w Rydze aktywnie uprawiał hokej na lodzie oraz trawie i tenis.
22 lipca 1920 wstąpił jako ochotnik do armii. W 1921 został przeniesiony do rezerwy. 8 stycznia 1924 został zatwierdzony w stopniu kapitana ze starszeństwem z 1 czerwca 1919 i 518. lokatą w korpusie oficerów rezerwy piechoty. Posiadał wówczas przydział w rezerwie do 21 Pułku Piechoty w Warszawie.
W okresie międzywojennym był aktywistą sportowym. W 1923 zdobył srebrny medal mistrzostw Polski. W tym samym sezonie rzutem na odległość 22,15 ustanowił pierwszy oficjalny rekord Polski w rzucie młotem. Reprezentował warszawską Polonię. Od 1924 był prezesem Warszawskiego Okręgowego Związku Lekkiej Atletyki, a w latach 1925–1929 piastował stanowiska wiceprezesa PKOl, PZLA, a także Polskiego Związku Hokeja na Lodzie (jako pierwszy prezes w latach 1925–1928). Od 1930 aż do wybuchu II wojny światowej był prezesem Polskiego Związku Lekkiej Atletyki. W 1936 został wiceprezesem Polonii Warszawa. W okresie tym dwukrotnie był w kierownictwie reprezentacji Polski na igrzyska olimpijskie (Paryż 1924 oraz Sankt Moritz 1928).
W 1939 uczestniczył w kampanii wrześniowej. Został zmobilizowany i przydzielony do oddziału płk. Mariana Ocetkiewicza, stacjonującego w Chełmie. Walczył w bitwie pod Tomaszowem Lubelskim, a ostatecznie, w niewyjaśniony sposób, trafił do niewoli radzieckiej. Więziony w Kozielsku. 17 lub 18 kwietnia 1940 został zamordowany przez funkcjonariuszy NKWD w Katyniu.
Był żonaty z Katarzyną z Sehnbergów.

## Upamiętnienie
5 października 2007 minister obrony narodowej Aleksander Szczygło mianował go pośmiertnie na stopień majora. Awans został ogłoszony 9 listopada 2007, w Warszawie, w trakcie uroczystości „Katyń Pamiętamy – Uczcijmy Pamięć Bohaterów”.

## Ordery i odznaczenia
- Złoty Krzyż Zasługi po raz pierwszy (19 marca 1931)[6]
- Złoty Krzyż Zasługi po raz drugi (11 lipca 1938)[7]